# Verkhnyaya Salda (huyện)
Huyện Verkhnyaya Salda (tiếng Nga: ? райо́н) là một huyện hành chính tự quản (raion), của Tỉnh Sverdlovsk, Nga. Huyện có diện tích 72 kilômét vuông, dân số thời điểm ngày 1 tháng 1 năm 2000 là 52700 người. Trung tâm của huyện đóng ở Verkhnyaya Salda.